# نيكولا زيغيتش
نيكولا زيغيتش (بالصربية: Никола Жигић)‏، من مواليد 25 سبتمبر 1980 في باتشكا توبولا في صربيا، لاعب كرة قدم صربي.
بدأ مسيرته الكروية مع نادي باتشكا توبولا في عام 1998، ولعب معهم حتى عام 2002، وشارك معهم في 76 مباراة وسجل 68 هدف، وفي عام 2002 انتقل إلى نادي مورنار، ولعب معهم 23 مباراة وسجل 15 هدف، وفي موسم 2002/2003 انتقل إلى النجم الأحمر بلغراد، ولعب في نفس الموسم مع نادي كولوبارا، وشارك معهم في 8 مباريات وسجل 3 أهداف، ولعب مع نادي سانت إتيان الفرنسي ونادي سبارتاك سوبتيتسا، وشارك معهم في 11 مباراة وسجل 14 هدف، وفي عام 2003 انتقل إلى النجم الأحمر بلغراد، ولعب معهم حتى عام 2006، وشارك معهم في 77 مباراة وسجل 55 هدف، ومنذ عام 2006 وهو يلعب مع نادي راسينغ سانتاندير الإسباني.
و قد بدأ باللعب مع منتخب صربيا لكرة القدم في عام 2004.

## حياته
بدأ حياته المهنية في فئات الشباب في بلده صربيا AIK بفريق باكا توبولا، وكان والداه ضد أن يمارس نيكولا كرة القدم قبل أن ينتهي من تعليمه. ومع ذلك، ومع ذلك أصر نيكولا أن يمارس لعبة كرة القدم وشارك في 76 مباراة في الدوري وسجل ما لا يقل عن 68 هدفا في الفترة 1998-2001. ارتدى قميصا لفترة وجيزة من كولوبارا Lazarevca لعام 2002 (ثماني مباريات، ثلاثة أهداف)، وكعضو في ريد ستار بلغراد لعب لسبارتاك سوبوتيكا على سبيل الإعارة، حيث سجل في الجزء الثاني من الموسم لعام 2002-03 في 11 مباراة 14 هدفا حتى.
يبلغ من الطول 2.02 م ويعد من أطول اللاعبين في العالم.

## انتقالاته
التاريخ -النوع ---	نقل من	نقل إلى
2010/5/29	انتقال 	فالنسيا	برمنغهام سيتي
2009/5/15	انتهاء إعارة	راسينغ سانتاندير	فالنسيا
2008/12/29	إعارة فالنسيا	راسينغ سانتاندير
2007/8/9	انتقال راسينغ سانتاندير	فالنسيا
2006/7/26	انتقال زفيزدا	راسينغ سانتاندير
2003/6/26	انتقال سانت ايتيان	زفيزدا
2003/1/25	انتقال زفيزدا	سانت ايتيان

## وصلات خارجية
- نيكولا زيغيتش
- National team data (بالصربية)
- BDFutbol profile
- نيكولا زيغيتش على موقع الاتحاد الدولي (مؤرشف)  (الإنجليزية)
- نيكولا زيغيتش على موقع الاتحاد الأوربي (الإنجليزية)
- نيكولا زيغيتش على موقع قاعدة بيانات كرة القدم.إي يو (الإنجليزية)
- نيكولا زيغيتش على موقع ناشيونال فوتبول تيمز (الإنجليزية)
- نيكولا زيغيتش على موقع Soccerbase.com (لاعب) (الإنجليزية)
- نيكولا زيغيتش على موقع Soccerway.com (الإنجليزية)
- نيكولا زيغيتش على موقع عالم كرة القدم.نت (الإنجليزية)
- Premier League profile